# (7704) Dellen
(7704) Dellen est un astéroïde de la ceinture principale.

## Description
(7704) Dellen est un astéroïde de la ceinture principale. Il fut découvert le 1er mars 1992 à La Silla par le programme UESAC. Il présente une orbite caractérisée par un demi-grand axe de 2,66 UA, une excentricité de 0,06 et une inclinaison de 6,7° par rapport à l'écliptique.

## Compléments